# Carl Anton
Carl-Anton Axelsson, känd under artistnamnet Carl Anton, född 13 maj 1933 i Sankt Görans församling i Stockholm, är en svensk viskompositör, textförfattare, musiker (sång och gitarr) och konstnär. Han slog igenom i början av 1960-talet, bland annat i Hylands hörna, och hade 1965–1966 en stor framgång med "Om maskros och tjärdoft". Åren 1965–1995 presenterade han sommarunderhållningen Carl Anton i Vita Bergen, som under 1980- och 1990-talen även direktsändes i TV.

## Biografi

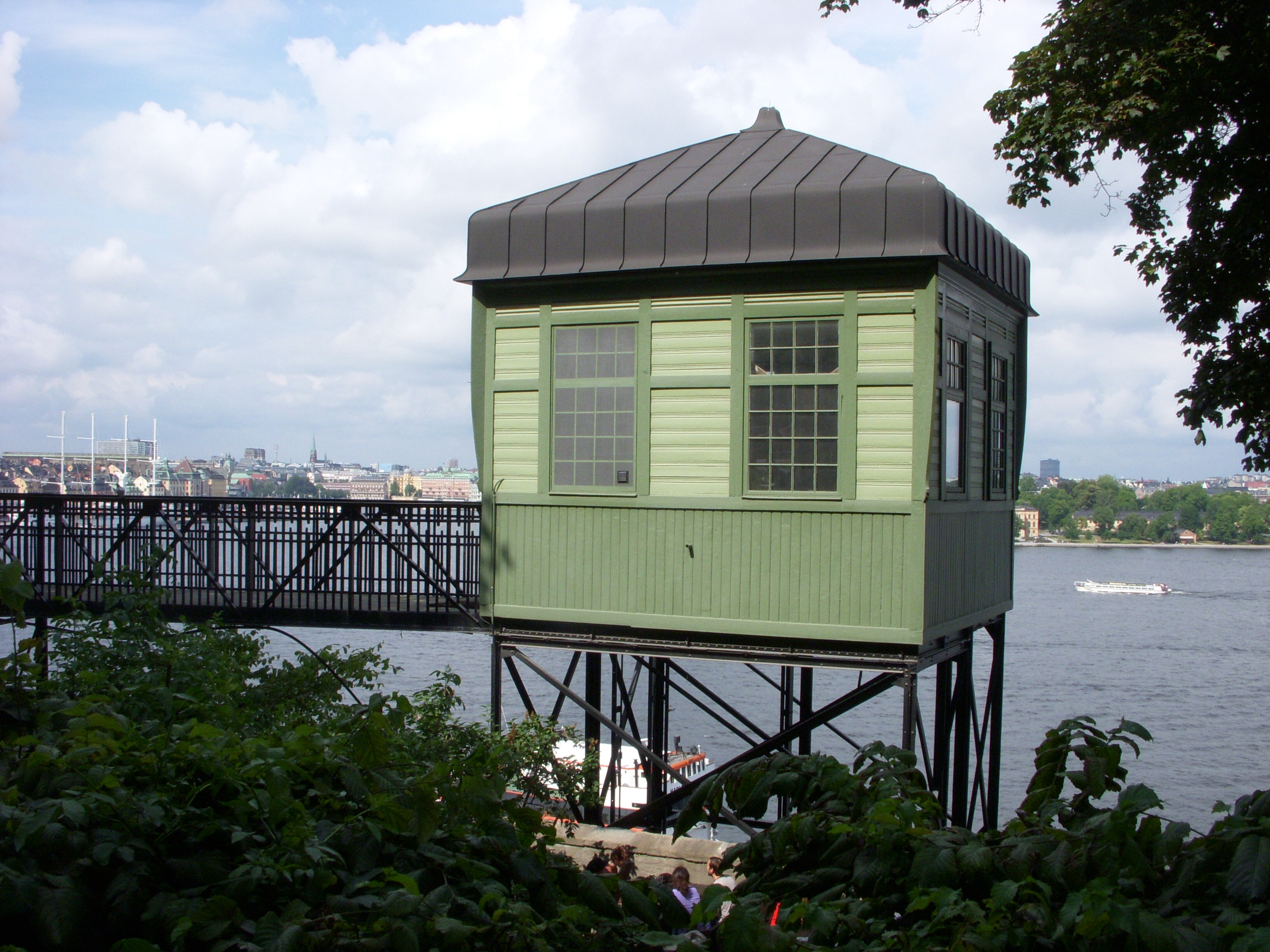
Carl Antons ateljé i gamla Stadsgårdshissen.

Efter studenten utbildade Carl-Anton Axelsson sig till tecknare vid Beckmans designhögskola 1954–1956. Han arbetade som illustratör och reportagetecknare på Dagens Nyheter under några år i början av 1960-talet. Sitt genombrott som sångare fick han 1962 när han framförde sina egna visor "Överbyvals" och "Visan om Olssons ko" i TV-programmet Hylands hörna. Som artist lanserade han sig under namnet Carl Anton.
1965 gick han in på Svensktoppen med visan "Om maskros och tjärdoft" som låg på listan till långt in på 1966, i sammanlagt 24 veckor. Några andra kända visor är "En tango i Ladängsviken", "Söderjäntans söndag", "Mattisvisan" och "Nu går sista visan".
Carl Anton har gett ut ett antal vissamlingar. Den första hette Blå visor och utkom 1964. 1968 medverkade han i revyn Hoppas ni alltid får ha det bra tillsammans med Lena Hansson och Per Grundén, en föreställning som spelades på Lorensberg i Göteborg. Han hade även skrivit ett flertal visor till revyn.
Redan 1965 började Carl Anton med sin traditionella sommarunderhållning i parken Vita bergen i Stockholm. 1981 började SVT direktsända underhållningen under rubriken Carl Anton i Vita Bergen, en populär serie som återkom så gott som varje sommar fram till 1995.
Carl Anton har skrivit flera böcker, bland annat romanen Destiny (1983), familjeboken Hej vackra katt och Stockholmsskildringen Älskade Stockholm (1996). Hans sånger och akvarellmålningar har ofta hämtat motiv från Stockholm, och han tilldelades Stockholms Stads Kulturstipendium redan 1967. 1986 tilldelades han S:t Eriksmedaljen och 1999 fick han mottaga Sven Paddock-stipendiet.
Åren 1983–2017 hade Carl Anton sin ateljé i den övre byggnaden av Stadsgårdshissen. Det var även han som räddade hissen från total rivning sedan den stängdes i oktober 1971, under förutsättning att han stod för underhållet.

## Familj
Han var gift med Elisabeth ("Libbe") Axelsson till hennes död 2018. Paret fick tre barn. Han har hus på Överbyberg i Värmdö kommun.

## Diskografi (urval)
- 1963 – Blå visor
- 1965 – Carl Anton-65
- 1967 – Carl Anton
- 1969 – Flicka flöjt spela
- 1971 – Carl Anton ”…och Isabel”
- 1973 – Visor på Överbyberg
- 1976 – Upplevelser
- 1980 – En visa till dej från mej
- 1983 – När man gungar sakta
- 1985 – Älskade Stockholm: Gamla och nya visor i stan
- 1987 – Visor i Vita Bergen
- 1996 – Från Stockholm och skärgården (samling)
- 1997 – Trubadurens egna visor (samling)
- 1983 – De 20 mest önskade med Carl Anton (samling)
- 2020 – Det vackraste ljuset

## Musiktryck
- Blå visor. Stockholm, 1964
- Blommorna blommar blott tillfälligtvis. Stockholm: Reuter & Reuter, 1967
- Midsommarland. Stockholm: Reuter & Reuter, 1968
- Visor på Överbyberg. Stockholm, Intersong, 1973
- Flicka, flöjt, spela. Stockholm: Reuter & Reuter, 1973
- En visa till dej från mej. Stockholm: Reuter & Reuter, 1980
- Det vackraste ljuset. Stockholm, Dahlberg, 1986
- Syrenernas tango. Stockholm, Dahlberg, 1990